# Jesse More Greenman
Jesse More Greenman (né en 1867 - mort en 1951) est un botaniste américain qui fut conservateur de l'herbier du jardin botanique du Missouri de 1919 à 1943.
Le jardin botanique du Missouri décerne chaque année depuis 1967 un prix, le Jesse M. Greenman Award, à un article traitant de systématique des plantes vasculaire ou des Bryophytes.